# Jatropha dehganii
Jatropha dehganii är en törelväxtart som beskrevs av J.Jiménez Ram.. Jatropha dehganii ingår i släktet Jatropha och familjen törelväxter. Inga underarter finns listade i Catalogue of Life.